# أندرياس فوس (لاعب كرة قدم)
اندرياس فوس (بالألمانية: Andreas Voss)‏ (27 فبراير 1979 بشتولبرغ في ألمانيا - ) هو لاعب كرة قدم ألماني في مركز الوسط. شارك مع منتخب ألمانيا تحت 21 سنة لكرة القدم وفريق 2006 ‏ ومنتخب ألمانيا ب لكرة القدم ‏. أما مع النوادي، فقد لعب مع باير 04 ليفركوزن ونادي دويسبورغ ونادي فولفسبورغ و وBayer 04 Leverkusen II ‏.

## روابط خارجية
- اندرياس فوس على موقع قاعدة بيانات كرة القدم.إي يو (الإنجليزية)
- اندرياس فوس على موقع بيانات كرة القدم. دي إي (الألمانية)
- اندرياس فوس على موقع عالم كرة القدم.نت (الإنجليزية)